# 山崎彰則
山崎 彰則（やまざき あきのり、1968年4月21日 - ）日本の政治家。紋別市長（1期）、元紋別市議会議員（2期）。

## 来歴
北海道紋別市出身。北海道紋別北高等学校、亜細亜大学法学部卒業。卒業後は帰郷し、大都魚類勤務を経て、丸ウロコ三和水産社長に就任。2018年、自由民主党公認で紋別市議会議員に初当選した。2022年、2回目の当選。このほか北海道紋別高等養護学校後援会会長、広域紋別病院企業団議会議長、NPO法人紋別市スポーツ協会副会長などを務める。
2025年6月3日、紋別市議会議員を辞職。紋別市長選挙に正式に出馬表明。12年ぶりの選挙戦となり、6月15日、紋別市長選挙に初当選した。現職の宮川良一は6期目を目指したが落選。
6月30日、紋別市役所に初登庁、紋別市長に正式に就任。